# Organización europea y mediterránea para la protección vegetal
La Organización Europea y Mediterránea para la Protección Vegetal (OEPV) (conocida por su acrónimo en inglés EPPO: European and Mediterranean Plant Protection Organization) es una organización intergubernamental que tiene como fin la cooperación en la protección vegetal en Europa y la región mediterránea. Dentro de la International Plant Protection Convention (IPPC) (Convención Internacional de Protección Vegetal), la EPPO es la Regional Plant Protection Organization (RPPO) (Organización Regional de Protección Vegetal) para Europa, con sede en París.
Se fundó en 1951 y ha crecido hasta los 48 miembros de 2007.
Los objetivos de la EPPO son la protección de las plantas, el desarrollo de estrategias internacionales contra la introducción y dispersión de plagas peligrosas y promover la seguridad y efectividad de los métodos de control. La EPPO ha desarrollado unos estándares y recomendaciones de medidas fitosanitarias, buenas prácticas en la protección vegetal y en la evaluación de productos para la protección vegetal (pesticidas). También posee un servicio de avisos de temas fitosanitarios como nuevos brotes o introducción de alguna plaga o enfermedad. En su labor de Regional Plant Protection Organization, la EPPO también participa en discusiones sobre sanidad vegeta organizadas por la FAO y el secretariado de la IPPC.
La EPPO es la responsable de la gestión del Sistema de Código EPPO (anteriormente conocido como el Código Bayer)

## Países miembros de la EPPO en 2007
| Albania Argelia Austria Bielorrusia Bélgica Bulgaria Croacia Chipre República Checa Dinamarca Estonia Finlandia Francia Alemania Grecia Guernsey | Hungría Irlanda Israel Italia Jersey Jordania Kazajistán Kirguistán Letonia Lituania Luxemburgo Macedonia Malta Moldavia Marruecos Holanda | Noruega Polonia Portugal Rumania Rusia Serbia y Montenegro Eslovaquia Eslovenia España Suecia Suiza Túnez Turquía Ucrania Reino Unido Uzbekistán |